# Physocephala calopa
Physocephala calopa är en tvåvingeart som beskrevs av Jacques-Marie-Frangile Bigot 1887. Physocephala calopa ingår i släktet Physocephala och familjen stekelflugor. Inga underarter finns listade i Catalogue of Life.